# 岩室駅
岩室駅（いわむろえき）は、新潟県新潟市西蒲区和納一丁目にある、東日本旅客鉄道（JR東日本）越後線の駅である。

## 歴史
- 1912年（大正元年）8月25日：越後鉄道・白山 - 吉田間開通の際に和納駅（わのうえき）として開業[1][2]。
- 1927年（昭和2年）10月1日：越後鉄道が国有化[2]。国鉄越後線所属となる[3]。
- 1965年（昭和40年）12月25日：岩室駅に改称し、駅舎を改築[1]。
- 1973年（昭和48年）1月1日：貨物の扱いを廃止[2]。
- 1982年（昭和57年）5月31日：全線でCTC導入に伴い、業務委託駅となる[4]。
- 1984年（昭和59年）2月1日：荷物の扱いを廃止[2]。
- 1987年（昭和62年）4月1日：国鉄分割民営化により、東日本旅客鉄道（JR東日本）の駅となる[2]。
- 2006年（平成18年）1月21日：ICカード「Suica」の利用が可能となる[5]。
- 2007年（平成19年）3月31日：簡易委託を廃止し、完全無人化[1]。

## 駅構造
単式ホーム1面1線を有する地上駅である。かつては相対式ホーム2面2線だったが、非電化時代の1981年（昭和56年）の時点ですでに交換設備は撤去されていた。電化後もホームのみ残されていたが、1990年代に撤去されている。
燕三条駅が管理する無人駅で、改札口には簡易Suica改札機が設けられている。駅舎内には乗車駅証明書発行機のほか、自動販売機などがある。駅舎内のトイレは改札外（駅舎正面左手）に設けられている。
現在は無人駅だが、かつては直営駅で、その後業務委託駅、簡易委託駅としても営業していた。改札横に設けられていた出札窓口は無人化後にパネルで封鎖され、ポスターの掲示スペースとなっている。また、駅舎内には、かつてキオスクも設けられていた。
かつては、線路東側から当駅を利用するには踏切まで迂回しなければならなかったが、1991年（平成3年）9月に岩室村立和納小学校（当時）が当駅東側へ新築移転し、さらに1990年代からは東側で住宅地開発が進捗して利用者が増加したため、和納小学校に通学する児童の通学路確保と駅利用者の利便性向上を目的として、線路下を経由する地下歩道が建設された。

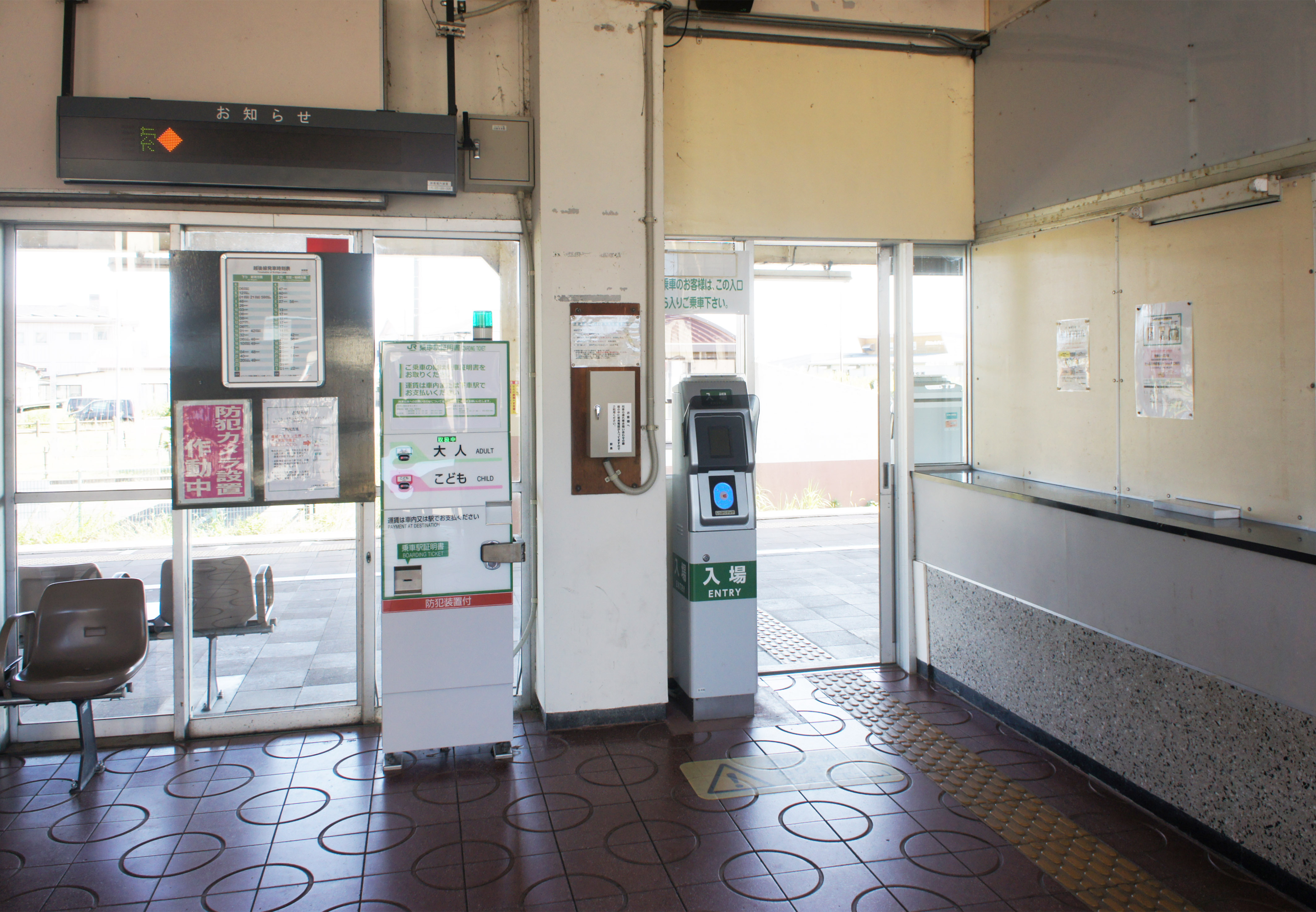
改札口（2021年9月）
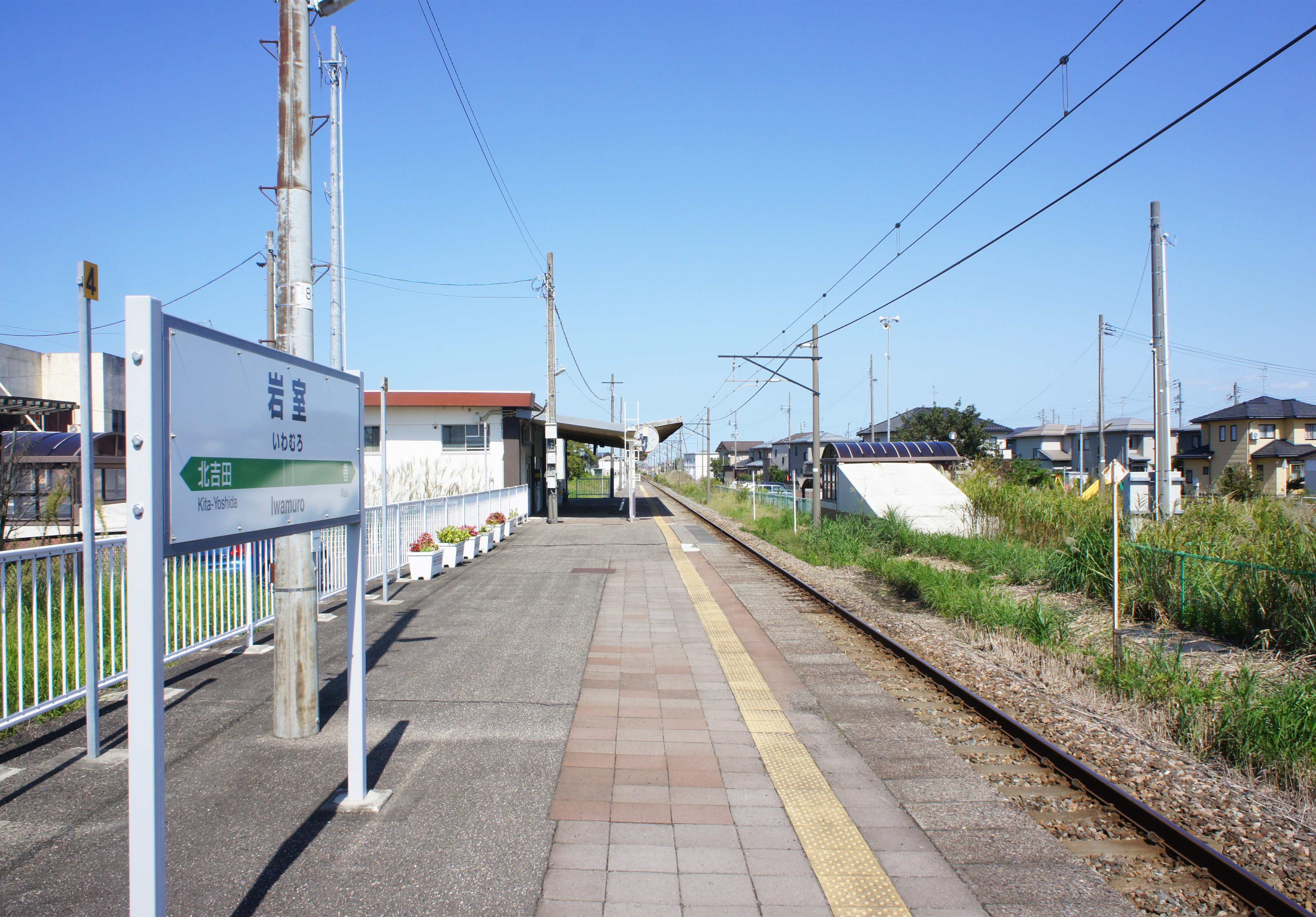
ホーム（2021年9月）

## 利用状況
JR東日本および「新潟市統計書」によると、2000年度（平成12年度）- 2010年度（平成22年度）の1日平均乗車人員の推移は以下のとおりであった。なお、2011年度（平成23年度）以降の乗車人員データは、無人駅については発券データが正確に計上されないとして、非公表となった。
| 乗車人員推移       | 乗車人員推移     | 乗車人員推移   |
| 年度               | 1日平均 乗車人員 | 出典           |
| ------------------ | ---------------- | -------------- |
| 2000年（平成12年） | 618              | [ 利用客数 1 ] |
| 2001年（平成13年） | 593              | [ 利用客数 2 ] |
| 2002年（平成14年） | 573              | [ 利用客数 3 ] |
| 2003年（平成15年） | 578              | [ 利用客数 4 ] |
| 2004年（平成16年） | 582              | [ 利用客数 5 ] |
| 2005年（平成17年） | 597              | [ 利用客数 6 ] |
| 2006年（平成18年） | 576              | [ 利用客数 7 ] |
| 2007年（平成19年） | 541              | [ 利用客数 8 ] |
| 2008年（平成20年） | 556              | [ 利用客数 8 ] |
| 2009年（平成21年） | 562              | [ 利用客数 8 ] |
| 2010年（平成22年） | 545              | [ 利用客数 8 ] |

## 駅周辺
旧岩室村東部、和納地域の市街地に所在する。
かつては、当駅正面には老朽化した農協倉庫が建ち、駅前通り（県道533号）をはじめとする駅周辺の道路はいずれも狭隘な単車線となっていたが、新潟市への編入合併時の建設計画で駅前広場が拡張されることになり、駅前通りに並行して市道が増設され、旧来の駅前通りと合わせたロータリー状の走路が完成し、自動車が駅前へ乗り入れやすくなった。また、ロータリーと駅舎横には緑地帯も設けられた。この「岩室駅前周辺整備事業」は事業費約6000万円を掛け、2007年度（平成19年度）に着工して同年度中に竣工し、狭隘だった駅周辺の環境が一部改善された。
また、2009年（平成21年）からは、このロータリー広場の植栽に約1万個のLED電球を架設したイルミネーションが、毎年12月中旬から1月上旬にかけて実施されている。これは岩室地域コミュニティ協議会が、地域を明るく照らし、年末年始に岩室地区へ帰省する人を温かく迎えることを目的に企画したもので、冬の風物詩となっている。
なお、タクシーは駅舎正面でほぼ終日、毎時概ね1 - 2台が待機している。
2022年（令和4年）には、スノーピークが監修した住宅地「野きろの杜」がオープンした。

### 駅前（西側）
- 新潟県道533号岩室停車場線
- 新潟県道374号五千石巻新潟線
- 新潟県道55号新潟五泉間瀬線
- 和納郵便局
- 末広製菓 本社工場
- 新潟市西蒲区役所 岩室出張所
- 新潟市立岩室中学校
- 岩室温泉

### 駅裏（東側）
- 新潟市立和納小学校
- 西蒲警察署 和納駐在所
- 国道116号

## バス路線
駅前にはウエスト観光バスの「岩室駅前」バス停が所在し、巻駅から当駅、岩室温泉を経由して岩室地区海岸部の間瀬地域に至る1路線が発着している。

## 隣の駅
東日本旅客鉄道（JR東日本）
■越後線
北吉田駅 - 岩室駅 - 巻駅

### 記事本文
1. 1 2 3 4 5 6 7 8 9 10  『週刊 JR全駅・全車両基地』 21号 新潟駅・弥彦駅・津南駅ほか、朝日新聞出版〈週刊朝日百科〉、2012年12月30日、22頁。
2. 1 2 3 4 5 6  石野哲（編）『停車場変遷大事典 国鉄・JR編 Ⅱ』JTB、1998年、598頁。ISBN 978-4-533-02980-6。
3. ↑  曽根悟（監修）（著）、朝日新聞出版分冊百科編集部（編集）（編）「大糸線・飯山線・篠ノ井線・越後線・弥彦線」『週刊 歴史でめぐる鉄道全路線 国鉄・JR』第9号、朝日新聞出版、2009年9月6日、25頁。
4. ↑  「あすから使用 業務委託7無人化10駅 越後線のCTC化」『交通新聞』交通協力会、1982年5月30日、1面。
5. ↑  『2006年1月21日（土）新潟エリアSuicaデビュー!』（PDF）（プレスリリース）東日本旅客鉄道新潟支社、2005年9月21日。オリジナルの2006年1月5日時点におけるアーカイブ。2021年1月8日閲覧。
6. ↑  宮脇俊三、原田勝正編著『国鉄全線各駅停車⑥』中央・上信越440駅、小学館、1983年。ISBN 4-09-395106-3。
7. ↑  “スノーピーク監修のまちづくり「野きろの杜」が岩室にオープン”.   ケンオー・ドットコム (2022年12月1日). 2023年5月1日閲覧。

### 利用状況
1. ↑  “各駅の乗車人員（2000年度）”.   東日本旅客鉄道. 2019年4月8日閲覧。
2. ↑  “各駅の乗車人員（2001年度）”.   東日本旅客鉄道. 2019年4月8日閲覧。
3. ↑  “各駅の乗車人員（2002年度）”.   東日本旅客鉄道. 2019年4月8日閲覧。
4. ↑  “各駅の乗車人員（2003年度）”.   東日本旅客鉄道. 2019年4月8日閲覧。
5. ↑  “各駅の乗車人員（2004年度）”.   東日本旅客鉄道. 2019年4月8日閲覧。
6. ↑  “各駅の乗車人員（2005年度）”.   東日本旅客鉄道. 2019年4月8日閲覧。
7. ↑  “各駅の乗車人員（2006年度）”.   東日本旅客鉄道. 2019年4月8日閲覧。
8. ↑  “13 運輸・通信” (PDF). 平成23年度統計書.   新潟市 (2012年3月). 2019年2月25日時点のオリジナルよりアーカイブ。2019年2月25日閲覧。